# Troy, Tennessee
Troy är en ort i Obion County i Tennessee. Vid 2020 års folkräkning hade Troy 1 423 invånare.